# Комарджията
„Комарджията“ (на английски: The Gambler) е щатска криминална драма от 2014 г. на режисьора Робърт Уайът, по сценарий на Уилям Монахан, и е римейк на едноименния филм от 1974 г., написан от Джеймс Тобак, в който е свободно базиран на едноименния роман, написан от Фьодор Достоевски. Във филма участват Марк Уолбърг, Джон Гудмън, Бри Ларсън, Майкъл К. Уилямс и Джесика Ланг. Премиерата е на 10 ноември 2014 г. във AFI Fest, и е пуснат на екран в САЩ на 25 декември 2014 г. Включва последната филмова поява на Джордж Кенеди преди смъртта му през 2016 г.